# Pachybrachis impurus
Pachybrachis impurus är en skalbaggsart som beskrevs av Christian Wilhelm Ludwig Eduard Suffrian 1852. Pachybrachis impurus ingår i släktet Pachybrachis och familjen bladbaggar. Inga underarter finns listade i Catalogue of Life.